# Morgan Wade
Pour les articles homonymes, voir Wade.
Morgan Wade, née le 10 décembre 1994 à Floyd en Virginie, est une chanteuse de musique country américaine.

## Biographie
Morgan Dealie Wade naît et grandit à Floyd, petit village de Virginie situé dans les Appalaches. Elle grandit dans une famille chrétienne baptiste. Enfant, elle apprend à jouer du violon et de la guitare.
À l'âge de 19 ans, alors étudiante au Jefferson College of Health Sciences (en), elle forme le groupe Morgan Wade & The Stepbrothers en recrutant des musiciens sur le site Internet Craigslist. Le groupe, composé de Bengy Wagner à la batterie, Drew Sprinkle à la guitare, Ed McGee à la basse et de son petit-ami Joseph « Joe » Link au piano, sort son premier album, auto-produit et intitulé Puppets With My Heart, en janvier 2018.
Au cours d'un festival de musique à Floyd, la chanteuse fait la rencontre de Paul Ebersold et de Sadler Vaden (en), membres du groupe Jason Isbell and the 400 Unit. Les deux musiciens travaillent avec Wade sur la conception de son premier album solo intitulé Reckless, lequel sort le 19 mars 2021. Porté par le single Wilder Days, certifié single d'or en juin 2023, l'album s'écoule à 3 000 ventes lors de sa première semaine d'exploitation et se place à la 14e place du Top Heatseekers Albums. Le 28 janvier 2022, parait une réédition de Reckless incluant six morceaux dont le single Run et une reprise du titre Suspicious Minds d'Elvis Presley.
En 2023, lors de la 58e cérémonie des Academy of Country Music Awards, Morgan Wade est nommée dans la catégorie « Meilleure nouvelle artiste ».
Le 25 août 2023, la native de Floyd sort son deuxième album studio, intitulé Psychopath et porté par le titre éponyme.
Lors de l'été 2024, la chanteuse est invitée, aux côtés de Joan Jett, par Alanis Morissette à prendre part à une tournée de 31 dates à travers l'Amérique du Nord.
Le 16 août 2024, elle  dévoile son troisième album studio : Obsessed, comprenant le titre Walk on Water en collaboration avec Kesha.

## Vie privée
Morgan Wade a révélé être atteinte du syndrome de Gilles de La Tourette.
En 2023, elle a procédé à une double mastectomie préventive après avoir découvert être atteinte du gêne cancérigène RAD5ID.

## Discographie

### Albums studio
- 2021 : Reckless
- 2023 : Psychopath
- 2024 : Obsessed

### EP
- 2022 : Acoustic Sessions EP

### Avec The Stepbrothers
- 2018 : Puppets with My Heart